# Weißenbach bei Liezen
Weißenbach bei Liezen - dawna gmina w Austrii, w kraju związkowym Styria, w powiecie Liezen. Leżała ok. 3 km na zachód od miasta Liezen, w dolinie rzeki Anizy. Powierzchnia gminy wynosiła 35,82 km², liczyła 1117 mieszkańców (31 października 2013), położona była na wysokości 654 m n.p.m. 1 stycznia 2015 została przyłączona do miasta Liezen.